# جيمس تومسون
جيمس تومسون (بالفرنسية: James Thomson)‏ (و. 1828 – 1897 م) هو عالم حشرات، وعالم حيواني من فرنسا .
توفي عن عمر يناهز 69 عاماً.